# Margot Moe
Margot Gudrun Moe (Oslo, 15 de março de 1899 – Oslo, 12 de março de 1988) foi uma patinadora artística norueguesa. Ela conquistou uma medalha de bronze em campeonatos mundiais, e foi campeã norueguesa cinco vezes (1919–1923).

## Principais resultados
| Resultados                                            | Resultados      | Resultados      | Resultados        | Resultados        | Resultados      |
| Internacional                                         | Internacional   | Internacional   | Internacional     | Internacional     | Internacional   |
| Evento/Temporada                                      | 1918– 1919      | 1919– 1920      | 1920– 1921        | 1921– 1922        | 1922– 1923      |
| ----------------------------------------------------- | --------------- | --------------- | ----------------- | ----------------- | --------------- |
| Jogos Olímpicos                                       |                 | 5.ª             |                   |                   |                 |
| Campeonato Mundial                                    |                 |                 |                   | Medalha de bronze |                 |
| Campeonato Nórdico                                    |                 |                 | Medalha de bronze |                   |                 |
| Nacional                                              |                 |                 |                   |                   |                 |
| Campeonato Norueguês                                  | Medalha de ouro | Medalha de ouro | Medalha de ouro   | Medalha de ouro   | Medalha de ouro |
|                                                       |                 |                 |                   |                   |                 |
| Legenda: Competição não foi disputada nesta temporada |                 |                 |                   |                   |                 |